# Никитин, Николай Алексеевич
Никола́й Алексе́евич Ники́тин (31 марта 1922, Новоторжский уезд, Тверская губерния — 16 сентября 1973, Жуковский, Московская область) — советский лётчик штурмовой авиации Военно-морского флота во время Великой Отечественной войны, Герой Советского Союза (6.03.1945). Капитан (1952).

## Биография
Родился 31 марта 1922 года в деревне Камнище Новоторжского уезда Тверской губернии. Окончил 7 классов школы. В 1937—1939 годах работал учеником слесаря на заводе хлопчатобумажного треста в городе Калинин, в 1940—1941 годах — слесарем в слесарно-механической мастерской. В 1941 году учился в Калининском аэроклубе, вместе с которым после начала войны был эвакуирован в город Мелекесс.
В ВМФ СССР — с апреля 1942 года. В ноябре 1943 года окончил 3-е военно-морское авиационное училище (в городе Саранск).
Участник Великой Отечественной войны с декабря 1943 года. Весь боевой путь прошёл в рядах 35-го штурмового авиационного полка ВВС 9-й штурмовой авиационной дивизии Балтийского флота: лётчик, с августа 1944 — командир звена и с ноября 1944 — заместитель командира авиаэскадрильи. Участвовал в Красносельско-Ропшинской, Выборгской, Нарвской, Таллинской, Моонзундской, Восточно-Прусской, Кёнигсбергской и Земландской операциях.
К ноябрю 1944 года совершил 118 боевых вылетов на штурмовике Ил-2, участвовал в потоплении 17 кораблей и десантных барж противника и в повреждении 19 кораблей.
Указом Президиума Верховного Совета СССР от 6 марта 1945 года «за образцовое выполнение боевых заданий командования на фронте борьбы с немецко-фашистскими захватчиками и проявленные при этом отвагу и геройство» старшему лейтенанту Никитину Николаю Алексеевичу звание Героя Советского Союза с вручением ордена Ленина и медали «Золотая Звезда».
Всего к Победе выполнил около 200 боевых вылетов.
После войны продолжал службу заместителем командира авиаэскадрильи и командиром звена того же полка в ВВС Балтийского флота). С сентября 1947 года старший лейтенант Н. А. Никитин — в запасе.
В 1948—1950 годах работал лётчиком-инструктором Калининского аэроклуба, в 1950—1953 — пилотом Гражданского Воздушного Флота (в Алма-Ате, Казахстан). В 1953—1963 годах работал вторым пилотом и лётчиком в лётном отряде Министерства авиационной промышленности СССР.
После ухода с лётной работы трудился: комендантом аэродрома «Мячково» (август 1963 — январь 1964), печатником фабрики бумажных изделий (январь-октябрь 1964), мотористом Филиала Машиностроительного завода имени М. В. Хруничева (1964—1968), начальником бюро отдела труда и зарплаты Экспериментального машиностроительного завода (с 1968 года).
Жил в городе Жуковский Московской области. Погиб (сбит автомобилем) 16 сентября 1973 года. Похоронен на кладбище «Островцы» в Московской области.

## Награды
- Герой Советского Союза (6.03.1945);
- орден Ленина (6.03.1945);
- четыре ордена Красного Знамени (23.03.1944; 30.04.1944; 27.05.1944; 10.02.1945);
- медали.